# Il paradiso perduto (film 1914)
Il paradiso perduto (The Lost Paradise) è un film muto del 1914 diretto da J. Searle Dawley.

## Trama
Knowlton si è impossessato dei piani di un progetto ideato dal suo capo, Reuben Warren, caposquadra in una ferriera. L'invenzione rubata ha portato Knowlton a diventare un magnate dell'acciaio. Passati alcuni anni, sua figlia Margaret, fidanzata a Ralph Standish, si innamora di Reuben. Allo stabilimento scoppia un duro sciopero causato dalle inumane condizioni di lavoro imposte dal proprietario. Si scopre anche che il ladro dei progetti è stato proprio Knowlton, e Reuben lo affronta a viso aperto. Margaret rompe il suo fidanzamento per schierarsi con Reuben che sposa. Reuben, in questo modo, entra in possesso della metà dello stabilimento e la sua prima decisione sarà quella di andare incontro alle rivendicazioni degli operai.

## Produzione
Il film fu prodotto dalla Famous Players Film Company.

## Distribuzione
Distribuito dalla Paramount Pictures, il film - presentato da Daniel Frohman - uscì nelle sale cinematografiche USA il 1º settembre 1914, e in Italia tra il settembre e l'ottobre 1916.